# Duane Solomon
Duane Renard Solomon (ur. 28 grudnia 1984 w Lompoc, w Kalifornii) – amerykański lekkoatleta specjalizujący się w biegu na 800 metrów.
W 2006 sięgnął po złoto młodzieżowych mistrzostw NACAC w Santo Domingo. Rok później bez powodzenia startował na igrzyskach panamerykańskich i mistrzostwach świata. Półfinalista halowego czempionatu globu z 2010. W 2012 zajął 4. miejsce podczas igrzysk olimpijskich w Londynie. Rok później był szósty na moskiewskich mistrzostwach świata.
Złoty medalista mistrzostw Stanów Zjednoczonych oraz mistrzostw NCAA.

## Osiągnięcia
| Rok  | Impreza                       | Miejsce        | Lokata     | Wynik   |
| ---- | ----------------------------- | -------------- | ---------- | ------- |
| 2006 | Młodzieżowe mistrzostwa NACAC | Santo Domingo  | 1. miejsce | 1:48,96 |
| 2007 | Igrzyska panamerykańskie      | Rio de Janeiro | eliminacje | 1:47,73 |
| 2007 | Mistrzostwa świata            | Osaka          | eliminacje | 1:48,95 |
| 2010 | Halowe mistrzostwa świata     | Doha           | półfinał   | 1:51,82 |
| 2012 | Igrzyska olimpijskie          | Londyn         | 4. miejsce | 1:42,82 |
| 2013 | Mistrzostwa świata            | Moskwa         | 6. miejsce | 1:44,42 |
| 2014 | Puchar interkontynentalny     | Marrakesz      | 6. miejsce | 1:46,21 |
| 2015 | IAAF World Relays             | Nassau         | 1. miejsce | 7:04,84 |

## Rekordy życiowe
- Bieg na 600 metrów (stadion) – 1:13,28 (2013)
- Bieg na 600 metrów (hala) – 1:15,70 (2013) były rekord Ameryki Północnej
- Bieg na 800 metrów (stadion) – 1:42,82 (2012)
- Bieg na 800 metrów (hala) – 1:47,37OT (2010)